# Chinesisches Zentrum für Krankheitskontrolle und -prävention

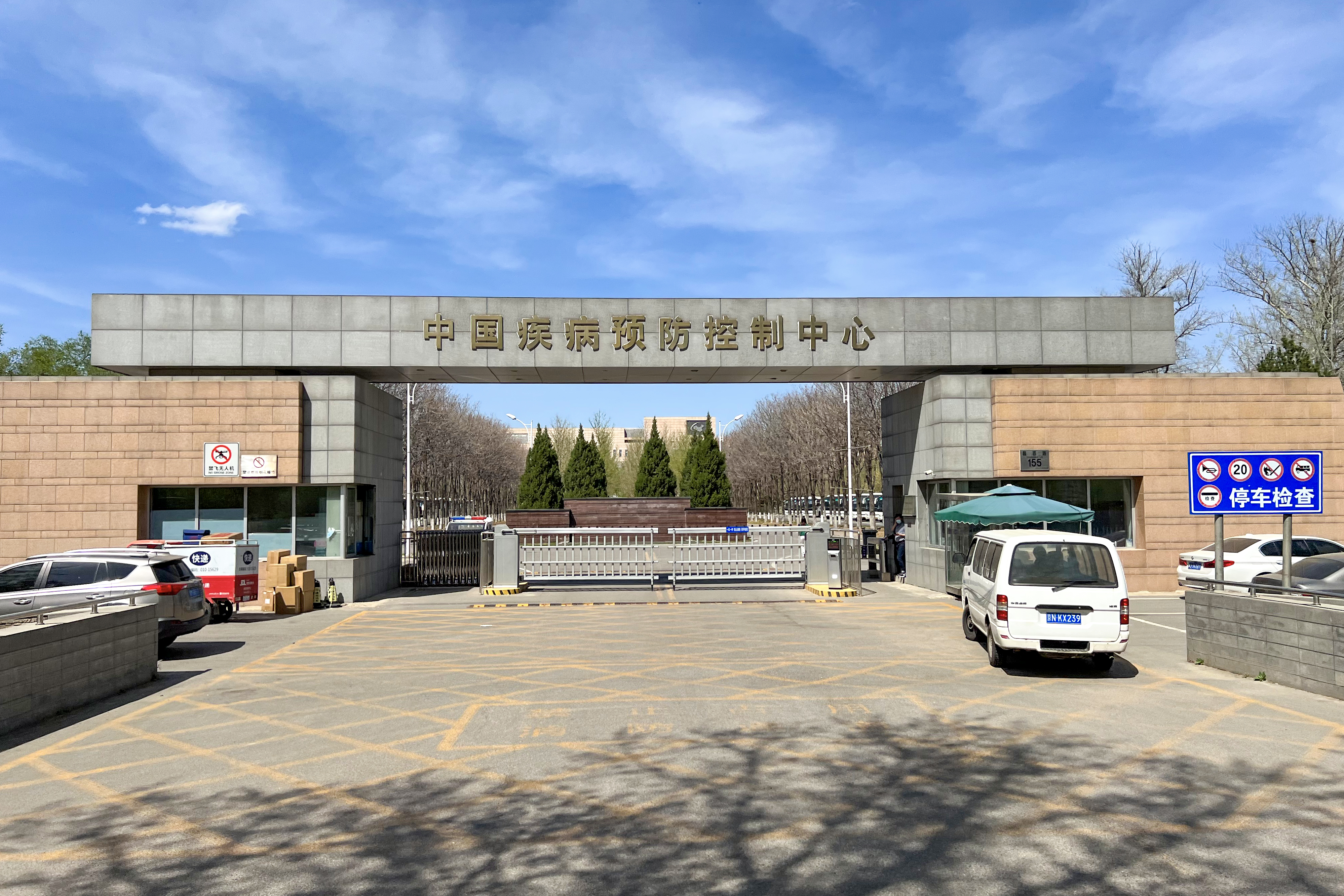
Das CCDC

Das Chinesische Zentrum für Krankheitskontrolle und -prävention (chinesisch 中国疾病预防控制中心, Pinyin Zhōngguó jíbìng yùfáng kòngzhì zhōngxīn; englisch Chinese Center for Disease Control and Prevention, kurz: CCDC oder auch CDC) wurde im Jahr 2002 gegründet und untersteht der Nationalen Gesundheitskommission mit Sitz in Peking. 

## Vorgängerinstitutionen und Gründungsgeschichte
Am 23. Dezember 1983 wurde das Chinesische Zentrum für Präventionsmedizin (chinesisch 中国预防医学中心, Pinyin Zhōngguó yùfáng yīxué zhōngxīn) gegründet, um die unterschiedlichen lokalen Regelungen und Vorgehensweisen bei der Krankheitsprävention zu vereinheitlichen. Am 19. Januar 1986 wurde das Zentrum umbenannt in Chinesische Akademie für Präventivmedizin (chinesisch 中国预防医学科学院, Pinyin Zhōngguó yùfáng yīxué kēxuéyuàn). Am 23. Januar 2002 wurde dann das Chinesisches Zentrum für Krankheitskontrolle und -prävention neu gegründet, indem mehrere Behörden ihre Abteilungen in dem Zentrum zusammenfassten. Auf allen Ebenen des Landes, in den Provinzen, Städten, Bezirken und Landkreisen existieren entsprechende Seuchenbekämpfungszentren, die den Gesundheitskommissionen der entsprechenden Ebenen angeschlossen sind.

## Aufgaben
Zu den Aufgabenbereichen des Zentrums zählen der Schutz der öffentlichen Gesundheit und Sicherheit, indem es Informationen zur Verbesserung von Gesundheitsentscheidungen bereitstellt und die Arbeit mit Gesundheitskommissionen der Provinzen und anderen Organisationen fördert. Das CCDC konzentriert seine Aufmerksamkeit auf die nationale Entwicklung und Anwendung von Prävention und Kontrolle von Krankheiten (insbesondere Infektionskrankheiten), Umweltgesundheit, Sicherheit und Gesundheitsschutz am Arbeitsplatz, Gesundheitsförderung, Prävention und Aufklärung zur Verbesserung der Gesundheit der Menschen in der Volksrepublik China.

## Generaldirektor Gao
George F. Gao war bis 2022 der Generaldirektor. Am 1. November 2018 organisierte er den ersten Weltgrippetag zum 100. Jahrestag der Spanische-Grippe-Epidemie. Dies war auch der Gedenktag zum Ausbruch des Schweren Akuten Respiratorischen Syndroms (SARS), im November 2002 in der südchinesischen Provinz Guangdong, welcher dazu führte, dass die chinesische Regierung massiv in das öffentliche Gesundheitssystem investierte.